# ژروم لالاند
ژروم لالاند (انگلیسی: Jérôme Lalande; ۱۱ ژوئیهٔ ۱۷۳۲ – ۴ آوریل ۱۸۰۷) یک دانشمند در زمینه اخترشناسی اهل فرانسه بود.

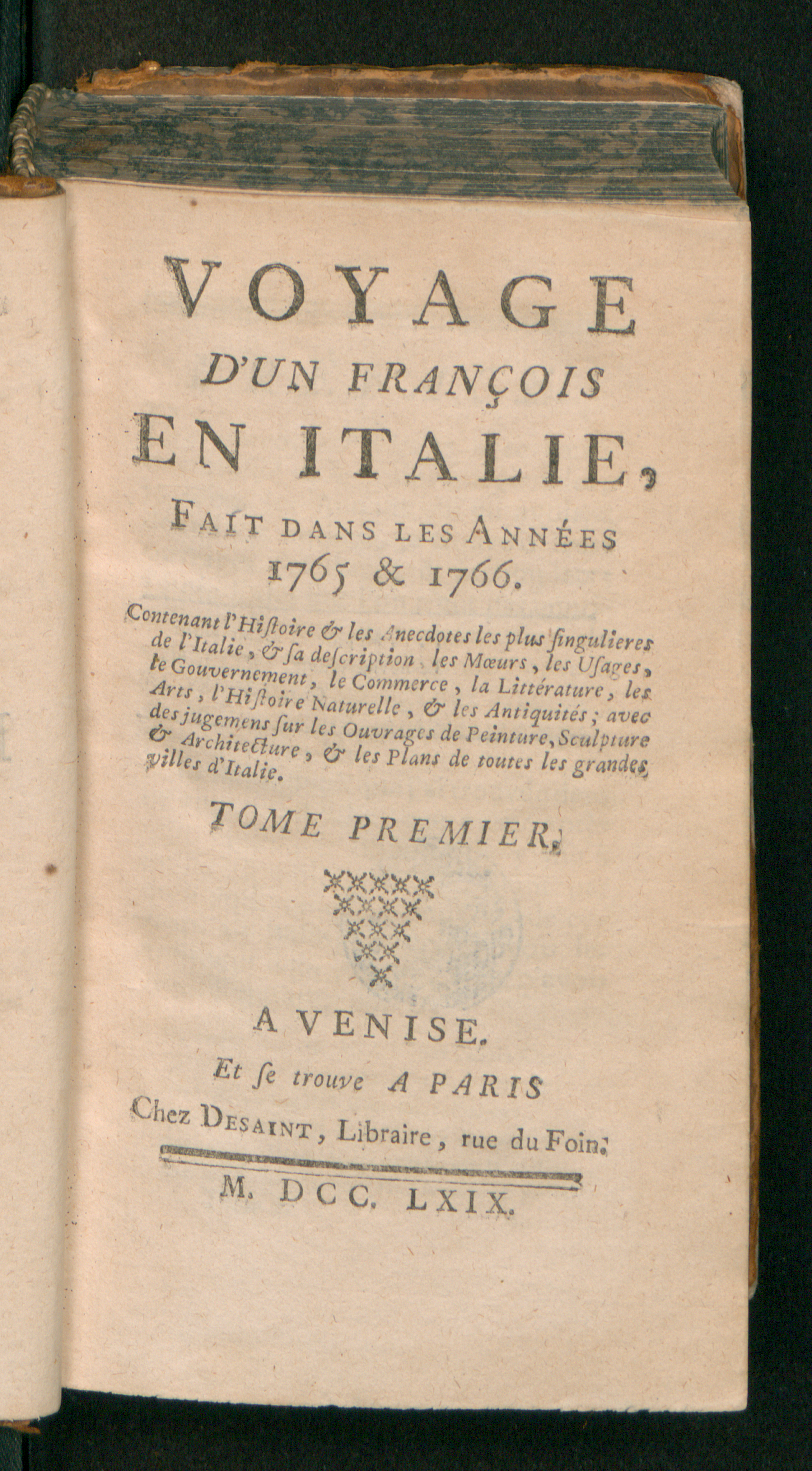
Voyage d'un françois en Italie, fait dans les années 1765 et 1766. Tome premier, 1769

ستاره وی‌وای سگ بزرگ در تاریخ ۷ مارس ۱۸۰۱ توسط ژروم لالاند کشف شد.